# 松平光徳
松平 光徳（まつだいら みつやす）は、信濃松本藩の第3代藩主。戸田松平家8代。

## 生涯
元文2年（1737年）1月2日、第2代藩主・松平光雄の長男として信濃松本で生まれる。寛延2年（1749年）12月、従五位下・近江守に叙位・任官する。寛延4年（1751年）5月に元服する。
宝暦6年（1756年）、父の死去により家督を継ぎ、11月23日に丹波守に遷任する。宝暦9年（1759年）1月6日、江戸呉服橋邸で死去した。享年23。跡を弟で養子の光和が継いだ。

## 系譜
父母
- 松平光雄（父）
- 石縛氏 ー 側室（母）

正室
- 倶姫 ー 阿部正允の娘

養子
- 松平光和 ー 実弟